# Прямоволосник смугастий
Прямоволосник смугастий (Orthotrichum striatum) — вид мохів порядку прямоволосникальних (Orthotrichales).

## Поширення
Батьківщиною є Європа, Північна Африка, Північна Америка, Азія.
Населяє листяні дерева, на стовбурах кленів і вільхи у вологих лісах, хвойні; від низьких до помірних висот (10–1000 м).

## Галерея

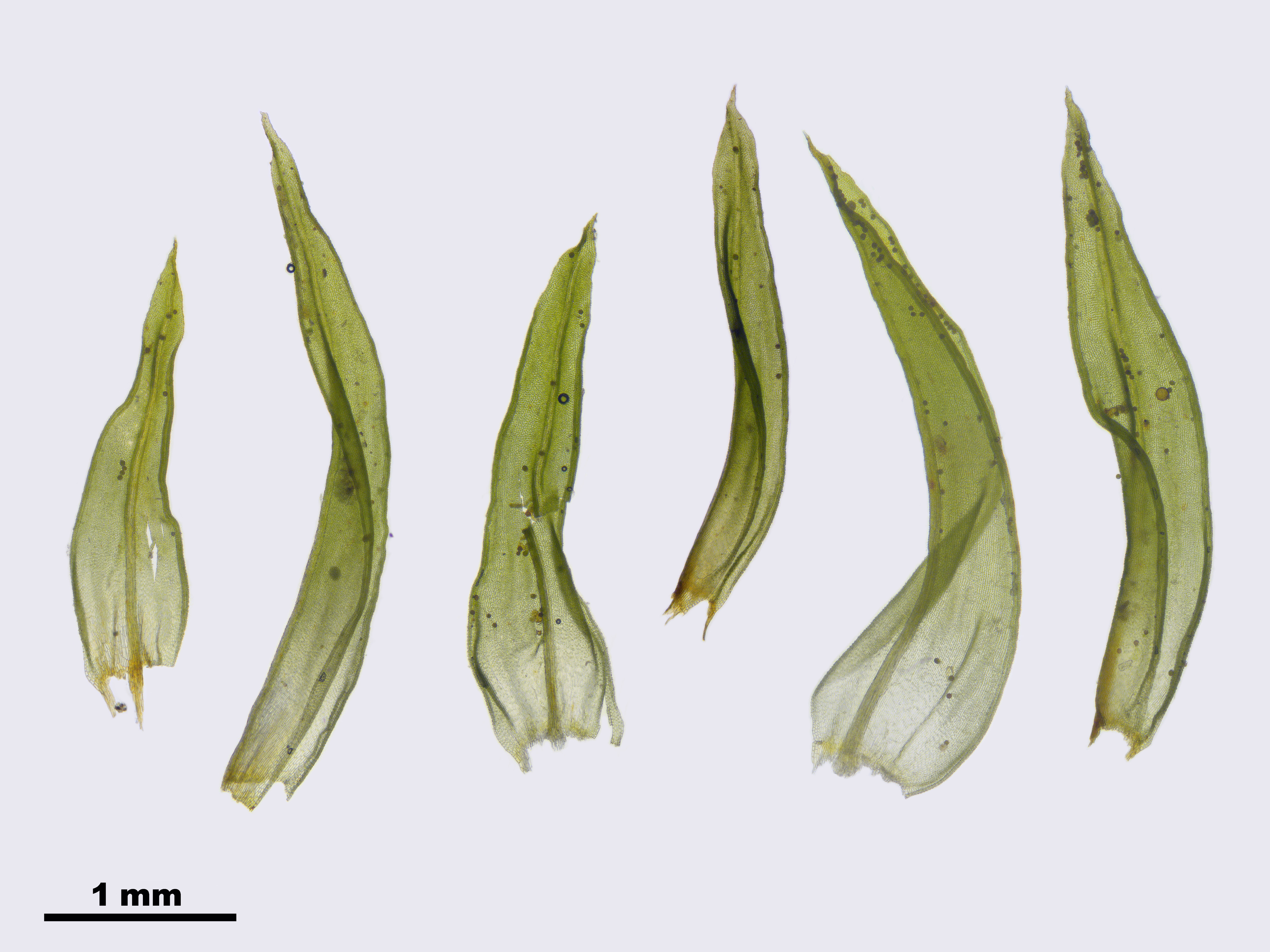
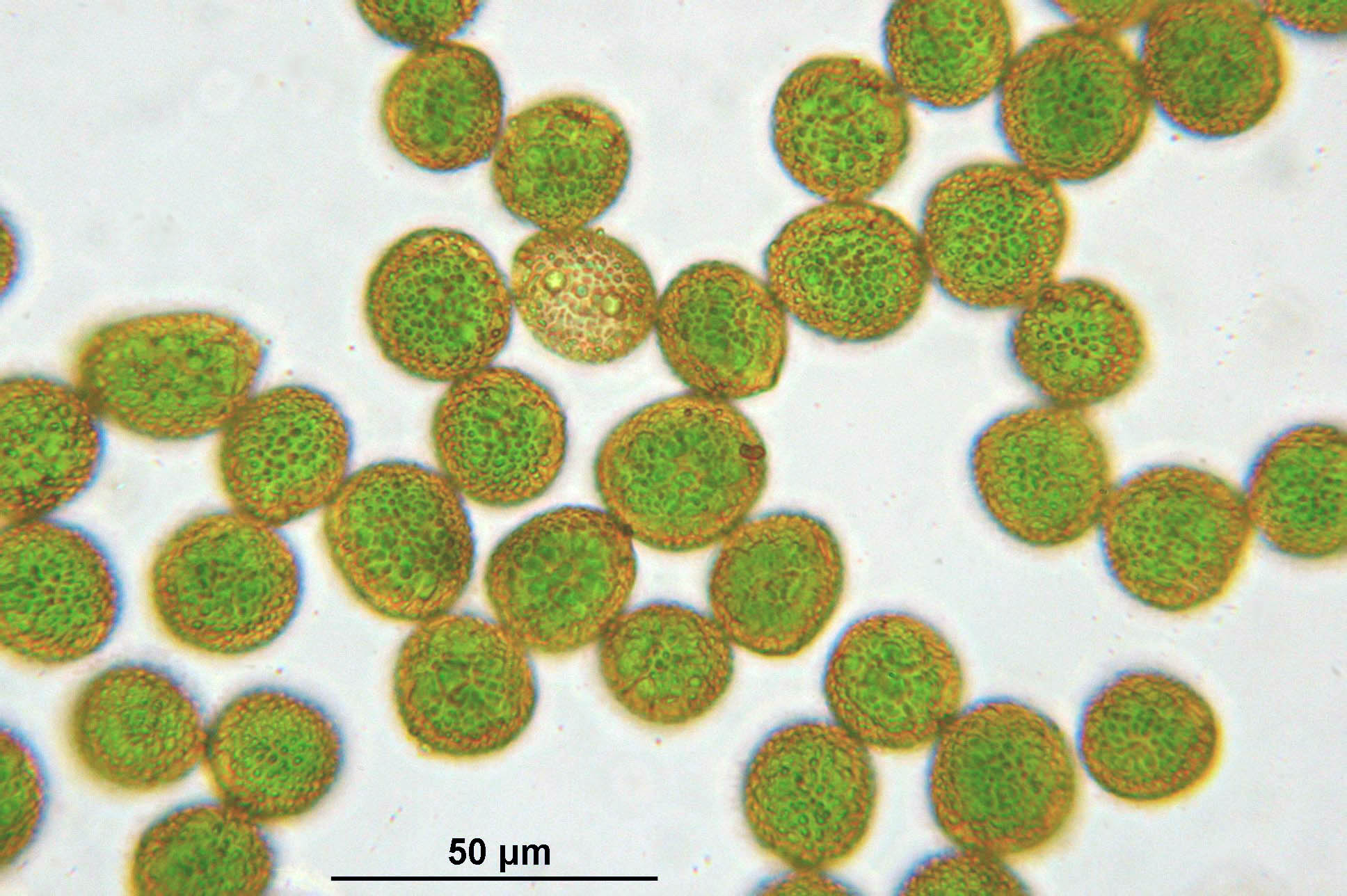

## Характеристика
Рослини 1–6 см. Стеблові листки в сухому стані нещільно прямовисні та гнучкі, ланцетні, 3–4 мм; поля загнуті майже до вершини, цілі; верхівка від вузько гострої до загостреної. Спеціалізоване нестатеве розмноження відсутнє. Коробочкові ніжки 0.8–1.2 мм. Коробочка яйцювата, найширша по центру, 1.5–2.3 мм, гладка. Спори 17–31 мкм.